# تاریخچه عملیاتی اف-۱۴ تام‌کت
هواپیمای جنگندهٔ رهگیر گرومن اف-۱۴ تام‌کت در نیروی دریایی ایالات متحده و نیروی هوایی ایران خدمت کرده‌است. این جنگنده در نیروی دریایی ایالات متحده از سال ۱۹۷۴ تا ۱۹۷۸

## خدمت در نیروی دریایی آمریکا
اف-۱۴ تام‌کت عمدتاً تا دههٔ ۱۹۹۰ مأموریت‌های هوابه‌هوا و شناسایی را برای نیروی دریایی ایالات متحده انجام می‌داد و از آن به‌عنوان یک جنگنده تهاجمی دوربرد نیز استفاده می‌شد. این جنگنده اقدامات قابل‌توجهی در دریای مدیترانه و خلیج فارس انجام داد و تا زمان پایان خدمت آن در ایالات متحده در سال ۲۰۰۶ به‌عنوان یک جنگندهٔ ضربتی نیز در بالکان، افغانستان و عراق مورد استفاده قرار گرفت.

### خروج آمریکا از سایگون (۱۹۷۵)
تام‌کت نخستین حضور عملیاتی خود را طی عملیات تخلیهٔ شهروندان آمریکایی از سایگون، در آوریل ۱۹۷۵ انجام داد تا با پوشش هوایی در ویتنام جنوبی، امنیت آسمان را برای این عملیات، فراهم کند.

### رهگیری‌ها در طول جنگ سرد (۱۹۷۶–۱۹۹۱)

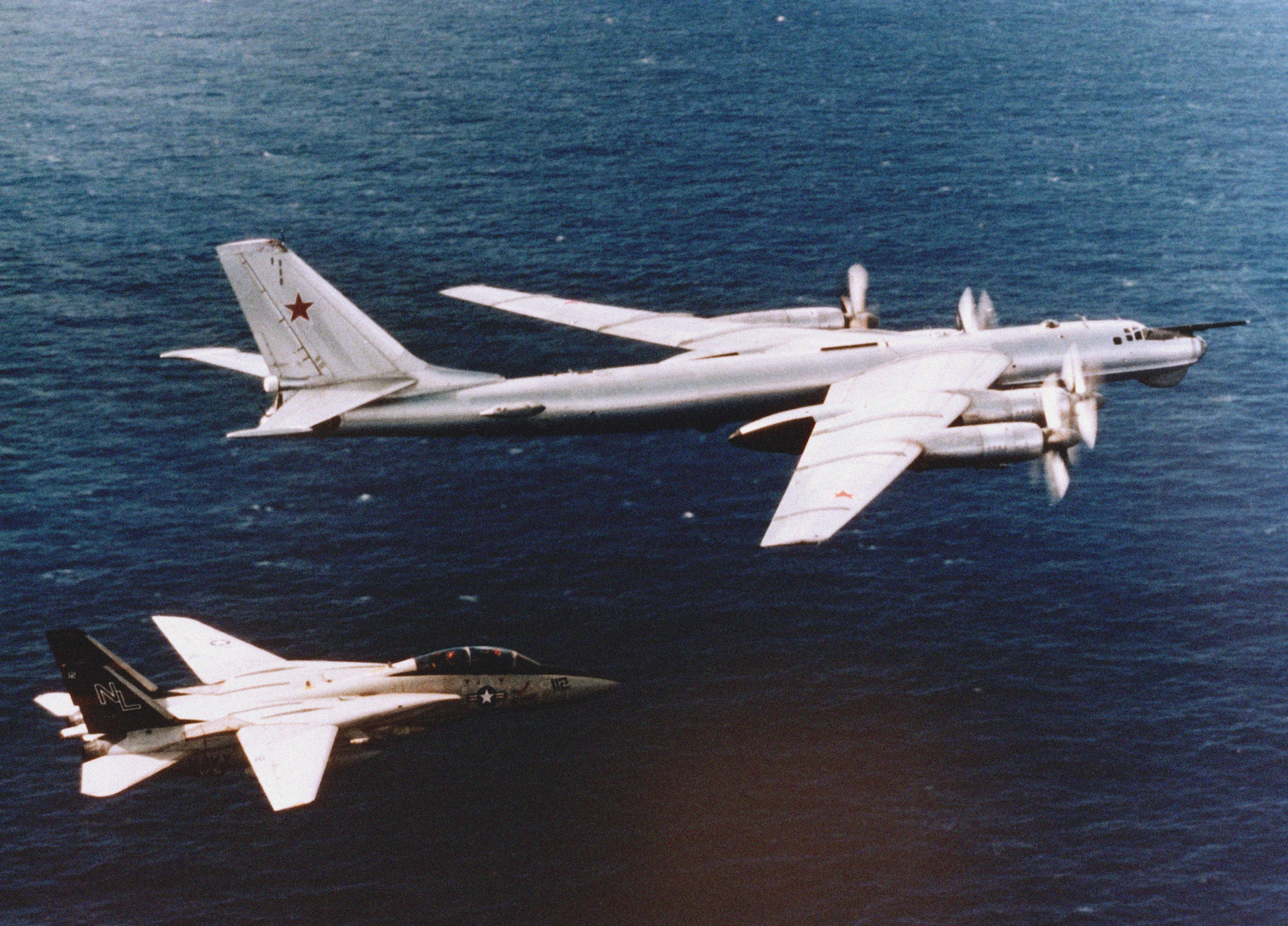
یک فروند اف-۱۴ تام‌کت در سال ۱۹۸۴ در حال رهگیری یک هواپیمای شناسایی توپولوف-۹۵ بر فراز اقیانوس آرام

اسکادران ۱۴۷، نخستین اسکادران اف-۱۴ در ناوگان اقیانوس اطلس نیروی دریایی ایالات متحده بود که در ۲۳ آوریل ۱۹۷۶ یک هواپیمای شناسایی توپولف ۹۵دی شوروی را رهگیری کرد. یکی از کارهای معمول اف-۱۴های نیروی دریایی ایالات متحده، رهگیری هواپیماهایی بود که به گروه‌های حامل آمریکایی‌ها نزدیک می‌شدند. بمب‌افکن‌های راهبردی شوروی و هواپیماهای شناسایی دریایی به‌طور منظم در نزدیکی ناوهای هواپیمابر آمریکایی در طول جنگ سرد گشت‌زنی می‌کردند و اغلب توسط اف-۱۴ها اسکورت می‌شدند.
اف-۱۴ها رهگیرهای اصلی هواپیماهای توپولف ۹۵ بودند که گاهی در طول جنگ سرد در مجاورت ناوهای هواپیمابر ایالات متحده پرواز می‌کردند. سیاست ایالات متحده این بود که اجازه نمی‌داد این هواپیماها بدون اسکورت مسلح به چندصد مایلی یک ناو هواپیمابر برسند. در طول اوج جنگ سرد، یک جفت هواپیمای توپولف ۹۵ از نوع شناسایی هر هفته از شبه‌جزیره کولا به‌سمت کوبا پرواز می‌کردند که منجر به رهگیری مکرر آن‌ها هنگام عبور از سواحل شرقی ایالات متحده می‌شد. در همان دورهٔ زمانی، مانور سالانهٔ سازمان پیمان آتلانتیک شمالی (ناتو) در منطقهٔ دریای شمال باعث شد تا هواپیماهای توپولف ۹۵دی به‌صورت جفت به پرواز درآیند تا ناوهای هواپیمابر را در این منطقه شناسایی کنند. تام‌کت‌ها همچنین برای رهگیری هواپیماهای حمله دریایی توپولف تو-۱۶ و هواپیماهای ام-۴، آنتونوف ای‌ان-۱۲ و هواپیماهای گشت و شناسایی ایلیوشین ایل-۳۸ مورد استفاده قرار گرفتند.
در سال ۱۹۷۶ یک اف-۱۴ از ناو یواس‌اس جان اف. کندی در نزدیکی اسکاپا فلو دچار سانحه شد و لاشهٔ آن در عمق ۵۸۰ متری آب، پیدا شد. نیروی دریایی ایالات متحده که نگران آن بود که شوروی لاشهٔ هواپیما و موشک‌های ایم-۵۴ فینیکس آن را بازیابی کند، عملیات بازیابی زیر آب را با هزینه‌ای چندمیلیون دلاری برای دستیابی به لاشهٔ هواپیما انجام داد.

### عملیات در طول جنگ داخلی لبنان (۱۹۷۶ و ۱۹۸۲–۱۹۸۶)
اف-۱۴ها در طول عملیات Fluid Drive، تخلیهٔ اتباع آمریکایی از بیروت، لبنان در سال ۱۹۷۶، را با انجام گشت‌های رزمی هوایی پشتیبانی کردند.
در فاصلهٔ سال‌های ۱۹۸۲ و ۱۹۸۶، اف-۱۴ها در حمایت از نیروهای چندملیتی در لبنان و پشتیبانی از عملیات نیروی دریایی ایالات متحده در نزدیکی سواحل این کشور، گشت‌های هوایی رزمی و شناسایی و عکسبرداری انجام دادند. در این دوره، مأموریت‌های تاکتیکی شناسایی هوابرد (TARPS) برای شناسایی مقرهای توپخانه که به نیروهای حافظ صلح شلیک می‌کردند انجام می‌شد. تام‌کت‌ها همچنین اطلاعات اهداف را برای پشتیبانی شلیک از دریا و شلیک فراساحلی از را دور، ارائه می‌کردند.
از نوامبر ۱۹۸۳ تا بهار ۱۹۸۴، اف-۱۴ها از ناوهای یواس‌اس دوایت آیزنهاور، یواس‌اس جان اف. کندی و یواس‌اس ایندیپندنس به‌طور روزانه مأموریت‌های تاکتیکی شناسایی هوابرد را بر فراز لبنان انجام می‌دادند. در ۳ دسامبر ۱۹۸۳، دو فروند اف ۱۴ از ناو جان اف کندی در حین انجام مأموریت تاکتیکی شناسایی از سوی توپ‌های ضدهوایی سوریه و حداقل ده موشک سطح‌به‌هوا مورد هدف قرار گرفتند. اف-۱۴ها اما مورد اصابت قرار نگرفتند و به سلامت به ناو، برگردانده شدند. روز بعد، تام‌کت‌ها پوشش هوایی را برای حملهٔ هوایی تلافی‌جویانه به مواضع سوریه فراهم کردند. در ۱۴ دسامبر ۱۹۸۳، یگان‌های ضدهوایی سوریه تعدادی موشک سطح‌به‌هوا را به‌سمت اف ۱۴ها شلیک کردند. آن موشک‌ها از دست رفتند و نیروهای ایالات متحده با شلیک توپ‌های دریایی از ناو جنگی یواس‌اس نیوجرسی به این حمله پاسخ دادند و چندین سایت ضدهوایی را ویران کردند.
نیروی هوایی سوریه به‌طور کلی از رویارویی مستقیم با نیروهای آمریکایی اجتناب می‌کرد، اما در حداقل یک مورد، جنگنده‌های سوریه با اف-۱۴ درگیر شد، اما از سوی اف-۱۴ها به‌سوی هواپیماهای سوری شلیکی نشد. در یک مورد دیگر، دو فروند اف-۱۴ با هشت میگ سوری بر فراز لبنان مواجه شدند. این درگیری، همزمان با عملیات پوشش هوایی یک فروند اف-۱۴ در حال انجام عملیات تاکتیکی شناسایی هوابرد انجام شد. چهار فروند از میگ‌ها پس از این‌که مورد رهگیری اف-۱۴ها قرار گرفتند به‌سوی سوریه پرواز کردند و چهار فروند دیگر نیز بدون درگیری، منطقه را ترک کردند.

### تلاش برای نجات گروگان‌های آمریکایی در ایران (۱۹۸۰)
در آوریل ۱۹۸۰، قرار بود اف-۱۴های آمریکایی در عملیاتی با هدف آزادی گروگان‌های آمریکایی در ایران شرکت کردند. عملیات اف-۱۴ها پس از مدت کوتاهی از آغاز عملیات، متوقف و لغو شد.

### عملیات نظامی در لیبی (۱۹۸۰–۱۹۸۹)
اف-۱۴ در چندین عملیات نظامی ایالات متحده در لیبی در فاصلهٔ سال‌های ۱۹۸۰ و ۱۹۸۹ شرکت داشتند. در این مدت، اف-۱۴ها چهار فروند هواپیمای نیروی هوایی لیبی را در دو درگیری هوایی بر فراز دریای مدیترانه سرنگون کردند.
در ۲۱ سپتامبر ۱۹۸۰، سه فروند اف-۱۴ از ناو هواپیمابر جان اف کندی با هشت فروند جنگندهٔ لیبیایی که تلاش می‌کردند یک هواپیمای شناسایی آرسی-۱۳۵ نیروی هوایی ایالات متحده را در ۲۰۰ مایلی سواحل لیبی رهگیری کنند، مواجه شدند. این مواجهه با حضور اف-۱۴ها بدون درگیری، پایان یافت.
در تابستان ۱۹۸۱، اف-۱۴ها گشت هوایی رزمی را در حمایت از عملیات آزادی ناوبری در خلیج سیدرا انجام دادند. ۳۵ جفت جنگنده و جنگنده-بمب‌افکن نیروی هوایی لیبی توسط اف-۱۴ها رهگیری و از ناوگان دریایی ایالات متحده و فانتوم‌های آن‌ها در روز نخست عملیات، دور شدند. روز بعد، در ۱۹ اوت ۱۹۸۱، دو سوخو-۲۲ فیتر لیبی، به دو فروند اف-۱۴اِی با یک موشک AA-2 Atoll شلیک کردند. این موشک نتوانست هیچ‌یک از اف-۱۴ها را مورد اصابت قرار دهد اما خلبانان آمریکایی هر دو هواپیمای لیبیایی را با موشک‌های ایم-۹اِل منهدم کردند. این مورد، نخستین پیروزی جنگی هوایی جنگنده‌های اف-۱۴ نیروی دریایی ایالات متحده و نخستین پیروزی هوایی نیروهای ایالات متحده پس از جنگ ویتنام بود.
از ۲۴ ژوئیه تا ۱۴ اوت ۱۹۸۳، اف-۱۴های اختصاص‌داده‌شده از ناو دوایت آیزنهاور در عملیات کمک نظامی ایالات متحده به سودان، مصر و دولت حسین حبری چاد در جریان منازعه چاد و لیبی مشارکت داشتند. اف-۱۴ در طول عملیات خود، گشت‌های هوایی رزمی را بر فراز آب‌های داخل و نزدیک خلیج سیدرا انجام دادند. چندین پرواز جنگنده‌های لیبیایی بدون شلیک هیچ‌یک از طرفین، متوقف شد.
اف-۱۴های آمریکایی در ۲۴ مارس ۱۹۸۶ توسط موشک‌های زمین‌به‌هوای سام-۵ لیبی بر فراز خلیج سیدرا در جریان تمرینات آزادی ناوبری مورد هدف قرار گرفتند. این موشک‌ها به اف-۱۴ها اصابت نکردند. در همان روز، اف-۱۴ها دو میگ-۲۵ فاکس‌بت لیبی را که به‌سوی واحدهای نیروی دریایی ایالات متحده در حرکت بودند، رهگیری کردند. اف-۱۴ها پس از قرار گرفتن در موقعیت شلیک در پشت میگ‌های ۲۵، اجازهٔ آتش گشودن را دریافت نکردند. این رویدادها و چندین پرتاب موشک زمین‌به‌هوای دیگر، نیروی دریایی ایالات متحده را بر آن داشت تا عملیات پریری فایر (Operation Prairie Fire) را آغاز کند. اف-۱۴ تام‌کت‌ها در طول این عملیات، پوشش هوایی را فراهم کردند.
در ۱۵ آوریل ۱۹۸۶، اف-۱۴ها در عملیات درهٔ ال‌دورادو شرکت کردند و پوشش هوایی را برای یک مجموعه حملات هوایی علیه اهدافی در لیبی فراهم کردند.
در ۴ ژانویهٔ ۱۹۸۹، دو فروند اف-۱۴ از ناو جان اف. کندی، دو فروند میگ-۲۳ لیبی را در نزدیکی سواحل این کشور سرنگون کردند. به‌نظر می‌رسید که جنگنده‌های لیبی در حال تلاش برای قرارگیری در موقعیت شلیک موشک بودند که مورد هدف اف-۱۴ها قرار گرفتند. این میگ‌های ۲۳ با ایم-۷ اسپارو و ایم-۹ سایدوایندر سرنگون شدند.

### رخداد شلیک ضدهوایی در سومالی (۱۹۸۳)
در آوریل ۱۹۸۳، دو فروند اف-۱۴ در حالی‌که در یک مأموریت شناسایی بر فراز بندر بربره در خلیج عدن در حال پرواز بودند، از سوی واحدهای ضدهوایی سومالی با موشک‌های سام-۲ مورد شلیک قرار گرفتند. تام‌کت‌ها بنا به درخواست دولت سومالی در یک مأموریت از پیش‌تعیین‌شده بودند اما با میگ‌های اتیوپی اشتباه گرفته شده بودند. اف-۱۴ها مورد اصابت موشک‌های پرتاب‌شده قرار نگرفتند و توانستند مأموریت خود را به پایان برسانند.

### تهاجم به گرانادا (۱۹۸۳)
اف-۱۴های ناو هواپیمابر ایندیپندنس، گشت‌های هوایی جنگی و مأموریت‌های شناسایی را در حمایت از عملیات تهاجم آمریکا به گرانادا در سال ۱۹۸۳ انجام دادند. تام‌کت‌ها در این عملیات، پوشش هوایی برای هواپیماهای تهاجمی ضربتی نیروی دریایی را فراهم کردند. اف-۱۴ها همچنین مأموریت‌های تصویربرداری و ارزیابی آسیب پس از حمله را در این عملیات، انجام دادند.

### رویداد ام‌اس آشیل لورو (۱۹۸۵)
از ۸ تا ۱۰ اکتبر ۱۹۸۵، اف-۱۴ها از ناو یواس‌اس ساراتوگا در عملیات مربوط به کشتی مسافربری ربوده‌شدهٔ ایتالیایی ام‌اس آشیل لورو، گشت هوایی رزمی را با وظیفهٔ دوم نظارت بر فعالیت در دریا در اطراف آشیل لورو انجام دادند. پس از آن‌که اعضای شورای امنیت ملی ایالات متحده آمریکا دریافتند که مقامات مصری در حال آماده شدن برای سوار کردن هواپیماربایان به یک فروند هواپیمای بوئینگ ۷۳۷ متعلق به اجیپت‌ایر از مبدأ تونس هستند، طرحی را تهیه کردند که شامل استفاده از اف-۱۴های ناو ساراتوگا برای رهگیری هواپیمای حامل هواپیماربایان بود.
در ۱۰ اکتبر ۱۹۸۵، اف-۱۴ها از ناو ساراتوگا برای انجام رهگیری بوئینگ ۷۳۷ مصری برخاستند.. زمان دقیق برخاستن، مسیر و ارتفاع ۷۳۷، برای آن‌ها نامعلوم بود. بنابراین این طرح، شامل عبور از مسیر پروازی مورد انتظار هواپیماهای مسافربری بر فراز دریای مدیترانه با یک فروند ئی-۲ بود که اف-۱۴ها را برای شناسایی ۷۳۷، هدایت می‌کرد. اف-۱۴ها پس از چهار بار تلاش برای رهگیری شبانه، هواپیمای مصری را شناسایی کردند. تام‌کت‌ها رهگیری ۷۳۷ را انجام دادند و یک فروند ئی‌ای-۶بی پراولر نیروی دریایی ایالات متحده تمام ارتباطات هواپیمای مصری را مسدود کرد. با تهدید ضمنی به سرنگونی، خلبان ۷۳۷ تصمیم گرفت در پایگاه ناتو در پایگاه هوایی ناتو در سیگونلا، سیسیل فرود بیاید که در آن‌جا هواپیما و سرنشینان آن، به‌سرعت توسط نیروهای امنیتی ایالات متحده و ایتالیا محاصره شدند.

### مداخله در جنگ نفت‌کش‌ها (۱۹۸۷–۱۹۸۸)
از ژوئیهٔ ۱۹۸۷ تا سپتامبر ۱۹۸۸، اف-۱۴های آمریکا گشت هوایی و مأموریت‌های اسکورت را در حمایت از عملیات اراده جدی در طول جنگ نفت‌کش‌ها انجام دادند. در ۸ اوت ۱۹۸۷، نخستین شلیک توسط نیروهای ایالات متحده به‌سوی نیروهای ایران زمانی انجام شد که دو فروند اف-۱۴اِی از ناو یواس‌اس کانستلیشن به‌سوی دو فروند فانتوم ایرانی که درحال حرکت به‌سوی هواپیمای شناسایی آمریکایی پی-۳ اوریون، بودند، شلیک کردند. خلبانان آمریکایی دو مورد از سه موشک اسپارو را مشاهده کردند که به‌سوی یکی از فانتوم‌ها در حال حرکت بودند. پیش از این‌که خدمهٔ هواپیمای آمریکایی بتوانند تأیید کند که آیا فانتومی واقعاً سرنگون شده‌است یا خیر، فرماندهان آمریکایی پس از مشاهدهٔ انفجار یکی از موشک‌ها، دستور خروج از منطقه را صادر کردند. سخنگویان ایالات متحده احتمالاً برای جلوگیری از واکنش‌های عمومی و کنگره در ایالات متحده به عملیات‌های اخیر در خلیج فارس، آن حادثه را کم‌اهمیت جلوه دادند. برخی از اظهارات رسمی آن‌ها حاکی از شلیک گلوله‌های هشداردهنده توسط اف-۱۴ یا عدم واقعی بودن تماس‌های راداری بودند.
اف-۱۴های ناو یواس‌اس رنجر پوشش هوایی را در طول عملیات کمانگیر چابک در اکتبر ۱۹۸۷ ارائه کردند. شش ماه بعد نیز، اف-۱۴های ناو اینترپرایز پوشش هوایی و اسکورت کشتی‌های نیروی دریایی ایالات متحده و هواپیماهای ضربتی را در آوریل ۱۹۸۸ در عملیات آخوندک فراهم کردند.

### جنگ خلیج فارس (۱۹۹۰–۱۹۹۱)
تام‌کت‌ها برای حفاظت از گروه‌های ناوهای جنگی آمریکایی و نیروهای ائتلاف مستقر در عربستان سعودی طی عملیات سپر صحرا، گشت هوایی رزمی انجام دادند. چهار اسکادران اف-۱۴ ایالات متحده مسئول پاسخ فوری به تهاجم عراق به کویت و جلوگیری از هرگونه تهاجم به عربستان سعودی در اوت ۱۹۹۰ بودند
ده اسکادران اف-۱۴ در عملیات طوفان صحرا از ۱۷ ژانویه تا ۲۸ فوریهٔ ۱۹۹۱ در جنگ علیه عراق شرکت کردند. تام‌کت‌ها حفاظت و اسکورت هواپیماهای تهاجمی، دفاع دوربرد کشتی‌ها، گشت‌های هوایی رزمی و انجام مأموریت‌های شناسایی تاکتیکی را فراهم می‌کردند. در مجموع ۴۱۲۴ سورتی پرواز توسط ۹۹ فروند اف-۱۴ در صحنهٔ نبرد، انجام شد. بخش اعظم پروازها، مأموریت‌های هوابه‌هوا بود اما تام‌کت‌ها با اهداف هوایی کمی مواجه شدند که این موضوع، تا حدودی به‌دلیل فروپاشی سریع سیستم دفاع هوایی عراق توسط حملات ائتلاف بود که بیشتر هواپیماهای ناوگان نیروی هوایی عراق را زمین‌گیر کرده بود.

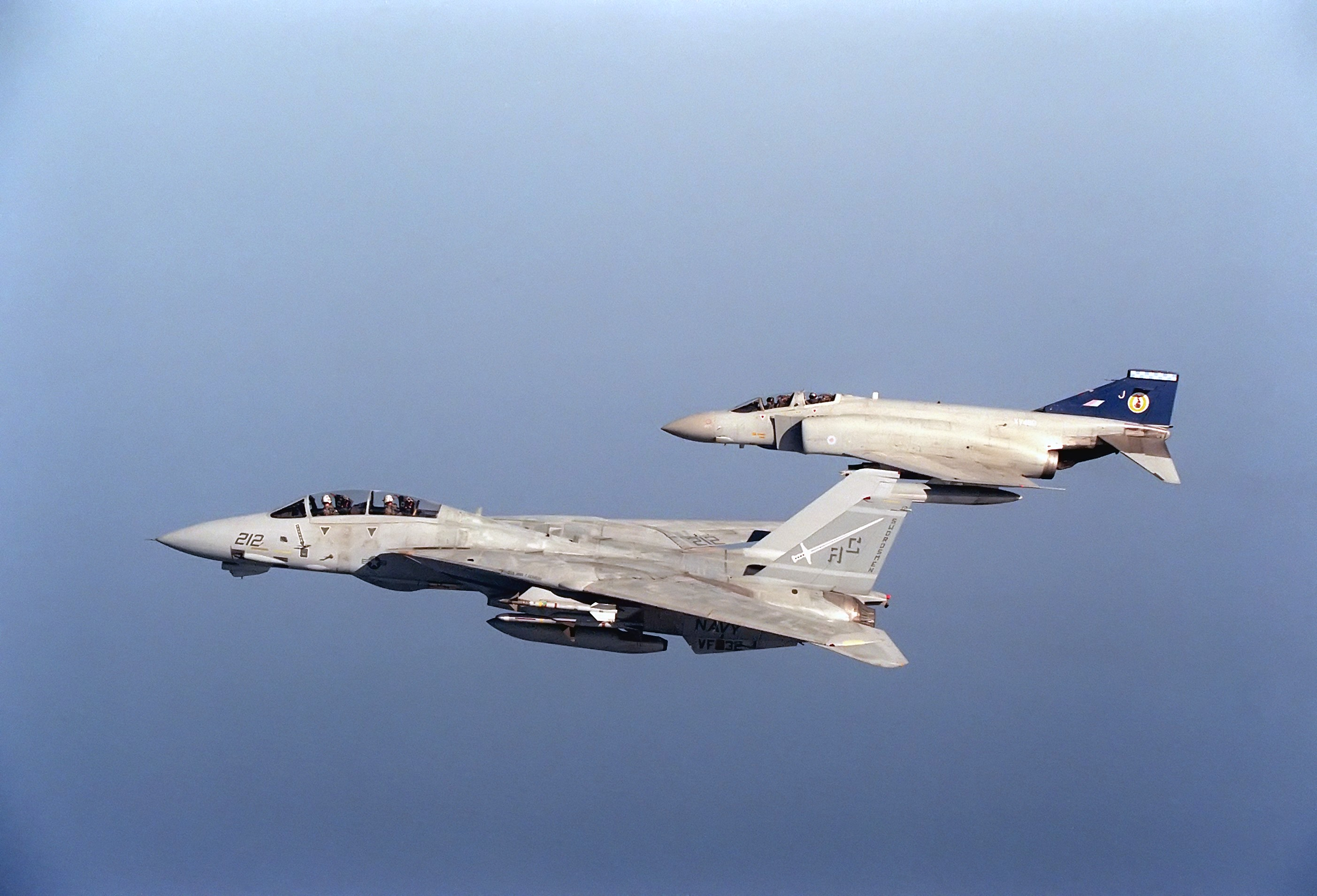
یک اف-۱۴اِی در کنار یک فانتوم اف-۴اِم از نیروی هوایی سلطنتی بریتانیا در طول یک سورتی جنگی شبیه‌سازی‌شده در دسامبر ۱۹۹۰

اف-۱۴ها در مقایسه با اف-۱۵های نیروی هوایی ایالات متحده، محدودیت‌های بیشتری در استفاده از موشک‌های فراتر از برد بصری در طول عملیات طوفان صحرا داشتند. این موضوع، نتیجهٔ آن بود که نیروی دریایی ایالات متحده سیستم‌ها و روش‌های مورد نیاز برای ادغام و هدایت گروه‌های هوایی خود را در یک سامانهٔ فرماندهی مشترک هوایی توسعه نداده بود زیرا تاکتیک‌های دوران جنگ سرد باعث شده بود که واحدهای نیروی دریایی به تنهایی و مستقل عمل کنند. جنگنده‌های نیروی دریایی قادر به حل قوانین سختگیرانهٔ درگیری (ROE) با استفاده از بیشتر حسگرهای داخل هواپیما نبودند و برای دریافت مجوز شلیک، به مجوزهایی از بیرون، مانند آواکس‌های ئی-۳ سنتری نیروی هوایی ایالات متحده متکی بودند. در مقابل، اف-۱۵های نیروی هوایی ایالات متحده دارای سیستم‌های لازم برای شناسایی مستقل هواپیماهای دشمن از خارج از محدودهٔ بصری بودند.
دلایل سیاسی نیز به محدود کردن درگیری‌های هوایی مربوط به اف-۱۴ در طول جنگ خلیج فارس نسبت داده شده‌است. بر پایهٔ گزارش‌های خلبانان نیروی دریایی، جنگنده‌های نیروی دریایی از منطقهٔ درگیری با هواپیماهای عراقی خارج می‌شدند تا سایر جنگنده‌های ائتلاف بتوانند با آن‌ها درگیر شوند. یکی از این رویدادها در ۲۴ ژانویهٔ ۱۹۹۱ رخ داد، که یک ئی-۳سنتری نیروی هوایی ایالات متحده به واحدهای دریایی ایالات متحده از پرواز یک جفت میراژ اف۱ عراقی به‌سمت خلیج فارس، اطلاع نداد. در جریان این رویداد، اف-۱۵های سعودی به‌جای اف-۱۴هایی که موقعیت بهتری برای سرنگونی جنگنده‌های عراقی داشتند، اعزام شدند. توضیح دیگر برای این‌که چرا اف-۱۴ها میراژها را در این رخداد، رهگیری نکردند، ناشی از برخی مشکلات رویه‌ای و فنی است که نیروی هوایی و نیروی دریایی ایالات متحده در انتقال اطلاعات تاکتیکی به یکدیگر داشتند. ئی-۳ها در آن زمان نمی‌توانستند مستقیماً و به موقع با اف-۱۴ها تماس بگیرند، زیرا آن‌ها تحت کنترل رزم‌ناو یواس‌اس وردن بودند. یواس‌اس وردن نیز قادر به دریافت تصویر راداری واضح برای راهنمایی و هدایت دقیق اف-۱۴ها نبود.
خدمهٔ تام‌کت‌ها که با جنگنده‌های عراقی روبرو می‌شدند، متوجه شدند که عراقی‌ها پس از ردیابی توسط رادار اف-۱۴ و رهگیری و تعقیب آن‌ها، از منطقه فرار می‌کنند. در روز نخستِ عملیات طوفان صحرا، دو فروند میگ-۲۱ عراقی که قصد فرار از تیررس چهار فروند اف-۱۴بی را داشتند، مستقیماً وارد محدودهٔ تحت کنترل چهار فروند اف-۱۸ شده و هر دو میگ توسط اف-۱۸ها سرنگون شدند. به‌گفتهٔ خلبانان اف-۱۵، چندین مورد سرنگونی جنگنده‌های عراقی توسط اف-۱۵ها به روشی مشابه انجام شد و هواپیماهای عراقی پس از عقب‌نشینی و در حال فرار از تام‌کت‌ها توسط اف-۱۵ها سرنگون می‌شدند.
در این جنگ، علاوه بر وظایف هوابه‌هوا، تام‌کت‌ها وظایفی چون ارزیابی آسیب نبرد (BDA) و مکان‌یابی سایت‌های پرتاب موشک اسکاد و مأموریت‌های شناسایی تاکتیکی را انجام می‌دادند. این‌گونه از عملیات تام‌کت‌ها هنگام ابری بودن آسمان و عدم توان استفاده از سیستم‌های نظارت فضایی به جمع‌آوری اطلاعات، کمک می‌کرد.
در ۲۱ ژانویهٔ ۱۹۹۱، یک اف-۱۴بی به همراه خلبانش، ستوان دوون جونز، و افسر رهگیری رادار، ستوان لارنس اسلید، از اسکادران ۱۰۳ توسط یک موشک زمین‌به‌هوای سام-۲ در حال انجام یک مأموریت اسکورت بر فراز پایگاه هوایی الاسد سرنگون شد. ستوان جونز، روز بعد، نجات یافت اما اسلید دستگیر شد و تا زمان آزادی‌اش در ۴ مارس ۱۹۹۱ در اسارت بود. این حادثه تنها باری بود که یک اف-۱۴ نیروی دریایی ایالات متحده در اثر آتش دشمن، از دست رفت.
یک مورد سرنگونی بالگرد میل-۸ عراقی در ۶ فوریهٔ ۱۹۹۱ توسط تام‌کت‌ها با استفاده از موشک سایدوایندر ثبت شده‌است.
تام‌کت‌ها در ۱۹۹۱ و پس از پایان جنگ خلیج فارس و جنگ سرد به‌علت کاهش بودجه، با بازنشستگی پیش از موعد مواجه شدند. با این‌حال، بازنشستگی جنگنده‌های گرومن ای-۶ اینترودر انگیزه‌ای برای نیروی دریایی ایالات متحده برای ادامهٔ استفاده از اف-۱۴ و ارتقاء آن برای دستیابی به قابلیت‌های حملات دقیق هوابه‌زمین بود.

### عملیات هوایی بین دو جنگ، بر فراز عراق (۱۹۹۱–۲۰۰۳)
پس از عملیات طوفان صحرا، اف-۱۴ها در مناطق پرواز ممنوعی بر فراز عراق برای انجام عملیات‌های دیده‌بان جنوبی و شمالی، گشت‌زنی می‌کردند. اف-۱۴ها در حمایت از این عملیات‌ها تا تهاجم سال ۲۰۰۳ به عراق مأموریت‌های گشت هوایی رزمی، اسکورت جنگنده، شناسایی هوایی و منع هوایی را انجام می‌دادند. اف-۱۴های مجهز به سامانهٔ اکتشافی تاکتیکی هوابرد توانایی نظارت روزانه بر فعالیت‌های نظامی عراق در جنوب عراق را برای نیروی ضربت مشترک جنوب غربی آسیا فراهم کردند و تام‌کت به یک مهرهٔ اصلی در عملیات دیده‌بان جنوبی تبدیل کرد.
اف-۱۴ها اغلب، بخشی از انجام مأموریت‌های پشتیبانی از عملیات دیده‌بان جنوبی بودند. در طول بسیاری از این مأموریت‌ها، برد طولانی تام‌کت به آن اجازه می‌داد تا دوبرابر دیگر هواپیماهای تاکتیکی نیروی دریایی ایالات متحده در منطقه بماند.
در ۱۶ دسامبر ۱۹۹۸، اف-۱۴های نسخهٔ بی، در یک حملهٔ ۳۳فروندی در عملیات روباه صحرا، شرکت کردند. نخستین شب این عملیات چهارروزه، به‌تنهایی توسط نیروی دریایی آمریکا انجام شد. در ۱۹ دسامبر، آخرین روز عملیات، ناو یواس‌اس کارل وینسون وارد خلیج فارس شد و برای نخستین بار، اف-۱۴دی را وارد نبرد کرد. علاوه بر انجام مأموریت‌های ضربتی، اف-۱۴های هر دو اسکادران، گشت هوایی رزمی و اسکورت را برای بمب‌افکن‌های بی-۱ لنسر نیروی هوایی ایالات متحده انجام دادند که در ۱۷ دسامبر شروع به عملیات کرده بودند. نخستین کاربرد جنگی بمب‌های هدایت‌شونده لیزری جی‌بی‌یو-۲۴ پیووی ۳ و نخستین پرتاب رزمی چندگانهٔ جی‌بی‌یو-۲۴، نخستین کاربری رزمی از سامانهٔ ناوبری و هدف‌گیری فروسرخ در شب (LANTIRN)، نخستین پرتاب مستقل بمب‌های هدایت لیزری جی‌بی‌یو-۱۰، جی‌بی‌یو-۱۶ و جی‌بی‌یو-۲۴ توسط اف-۱۴ و نخستین کاربری رزمی از دستگاه‌های دید در شب، در عملیات روباه صحرا انجام گرفت. اف-۱۴های اسکادران ۳۲ به‌تنهایی ۱۱۱٬۰۵۴ پوند (۵۰٬۳۷۳ کیلوگرم) مهمات طی ۱۶ مأموریت ضربتی و ۳۸ سورتی پرواز در طول این عملیات، پرتاب کردند.
دو فروند اف-۱۴دی در ۵ ژانویهٔ ۱۹۹۹ با چندین هواپیمای عراقی در منطقهٔ پرواز ممنوع، درگیر شدند. در طول درگیری، دو میگ-۲۳ عراقی به اف-۱۴ها نزدیک شدند که پیش از شلیک، به پایگاه خود بازگشتند. خدمهٔ اف-۱۴ سپس بر روی یک میگ-۲۵ متمرکز شدند و دو ایم-۵۴سی را از فاصله‌ای بسیار دور به سمت آن پرتاب کردند. موتور هردو موشک شلیک‌شده، از کار افتادند و موشک‌ها به هدف خود اصابت نکردند و همگی هواپیماهای عراقی توانستند به خارج از منطقهٔ پرواز ممنوع برگردند، اما گزارش شد که یک میگ-۲۳ با اتمام سوخت مواجه شده و پیش از رسیدن به پایگاه خود، سقوط کرده‌است. این درگیری نخستین بار بود که جنگنده‌های نیروی دریایی ایالات متحده موشک فینیکس را در نبرد، پرتاب کردند. در پایان عملیاتِ اسکادران ۲۱۳ در فاصلهٔ سال‌های ۱۹۹۸–۱۹۹۹ این اسکادران ۱۹ حمله را انجام داد، ۲۰ بمب هدایت‌شوندهٔ لیزری را با نرخ موفقیت ۶۴ درصد پرتاب کرد، از ۱۱ حملهٔ ترکیبی پشتیبانی کرد، ۷۰ مأموریت، بیش از ۲۶۵ ساعت پرواز و ۴۵ مأموریت شناسایی با تصویربرداری از بیش از ۵۸۰ هدف انجام داد.
در ۹ سپتامبر ۱۹۹۹، یک اف-۱۴، ضمن پرتاب یک موشک فینیکس با یک میگ-۲۳ عراقی درگیر شد که هیچ‌یک از این هواپیماها آسیبی ندیدند. اف-۱۴ها همچنین در طول عملیات دیده‌بان شمالی و عملیات دیده‌بان جنوبی از دههٔ ۱۹۹۰ تا ۲۰۰۳ در مناطق پروازممنوع عراق، گشت‌زنی کردند.

### بالکان (۱۹۹۴–۱۹۹۵ و ۱۹۹۹)
طی ماه‌های اوت و سپتامبر ۱۹۹۵، در عملیات ناتو اف-۱۴ها به پرتاب بمب‌های هدایت لیزری پرداختند. در ۵ سپتامبر ۱۹۹۵، دو اف-۱۴ به یک انبار مهمات در شرق بوسنی حمله کردند. اهداف این بمباران، توسط نشانگرهای لیزری اف-۱۸ نشانه‌گذاری شدند، زیرا اف-۱۴ها هنوز برای حمل سامانه هدف‌گیری فروسرخ در شب آزمایش و تأیید نشده بودند. اسکادران ۴۱ به تنهایی ۶۰۰ ساعت نبرد و ۵۳۰ سورتی پرواز را در طول این دوره ثبت کرد.
اف-۱۴های اسکادران ۱۴ و ۴۱ در بمباران یوگسلاوی توسط ناتو علیه نیروهای صربستان و در کوزوو شرکت کرده و به ماموریت‌های گشت هوایی رزمی، اسکورت و پشتیبانی هوایی نزدیک، کنترل پیشروی هوایی و مأموریت‌های اکتشافی تاکتیکی هوابرد پرداختند.

### عملیات آزادی پایدار (۲۰۰۱–۲۰۰۳)

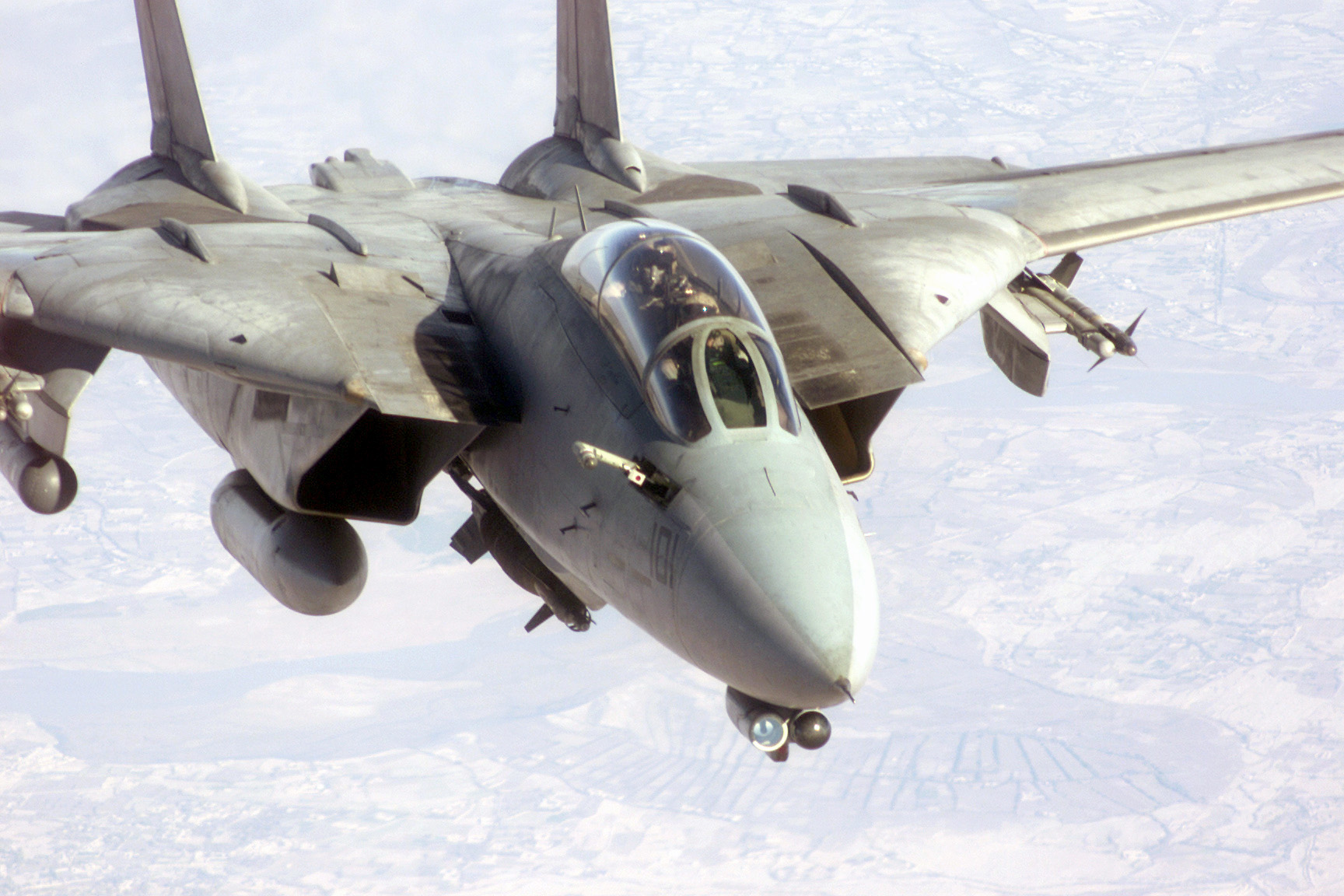
یک اف-۱۴دی از اسکادران وی‌اف-۲۱۳ پیش از انجام سوخت‌گیری هوایی بر فراز افغانستان

پس از حملات ۱۱ سپتامبر ۲۰۰۱، کمتر از هشت اسکادران اف-۱۴ در عملیات آزادی پایدار شرکت کردند و مأموریت‌های دوربرد را از اقیانوس هند برای حمله به اهدافی در افغانستان و مأموریت‌های شناسایی و پشتیبانی زمینی را انجام دادند. از شروع عملیات آزادی پایدار تا پایان عملیات آناکوندا، اف-۱۴ها بیش از ۱٬۳۳۴٬۰۰۰ پوند (۶۰۵٬۰۰۰ کیلوگرم) مهمات روی اهداف خود، ریختند.
در طول این جنگ، اسکادران ۲۱۳ بیش از ۵۰۰ سورتی و ۲۶۰۰ ساعت پرواز رزمی را ثبت و ۴۳۵٬۰۰۰ پوند (۱۹۷٬۰۰۰ کیلوگرم) مهمات (۴۵۲ بمب) در طول ۱۰ هفته در افغانستان، پرتاب کرد. اسکادران ۱۰۲، در مجموع ۴۲۰٬۰۰۰ پوند (۱۹۰٬۰۰۰ کیلوگرم) مهمات، شامل ۶۸۰ بمب و بیش از ۵۰۰۰ ساعت پرواز جنگی را به‌نام خود ثبت کرد. اسکادران ۲۱۱ نیز ۱۲۵۰ سورتی و ۴۲۰۰ ساعت پرواز جنگی را به‌نام خود، ثبت و ۱۰۰٬۰۰۰ پوند (۴۵٬۰۰۰ کیلوگرم) مهمات را پرتاب کرد.
اسکادران ۱۴ بیش از اسکادران‌های دیگر، حملات را رهبری کرد و ۱۷۴ بمب هدایت‌شوندهٔ لیزری، ۱۷۹٬۳۲۴ پوند (۸۱٬۳۴۰ کیلوگرم) مهمات، ۲۸ موشک ای‌جی‌ام-۶۵ ماوریک شلیک کرد. اسکادران ۱۴ و اسکادران خواهر آن، اسکادران ۴۱، قدیمی‌ترین اف-۱۴های ناوگان نیروی دریایی آمریکا را به پرواز درآوردند. اسکادران ۴۱ بیش از ۲۰۰٬۰۰۰ پوند (۹۱٬۰۰۰ کیلوگرم) بمب شامل ۲۰۲ بمب هدایت لیزری با نرخ اصابت ۸۲ درصد، پرتاب کرد که سطحی از دقت بود که پیش از آن هرگز در نیروی دریایی ایالات متحده به‌دست نیامده بود.

### عملیات آزادی عراق (۲۰۰۳–۲۰۰۶)

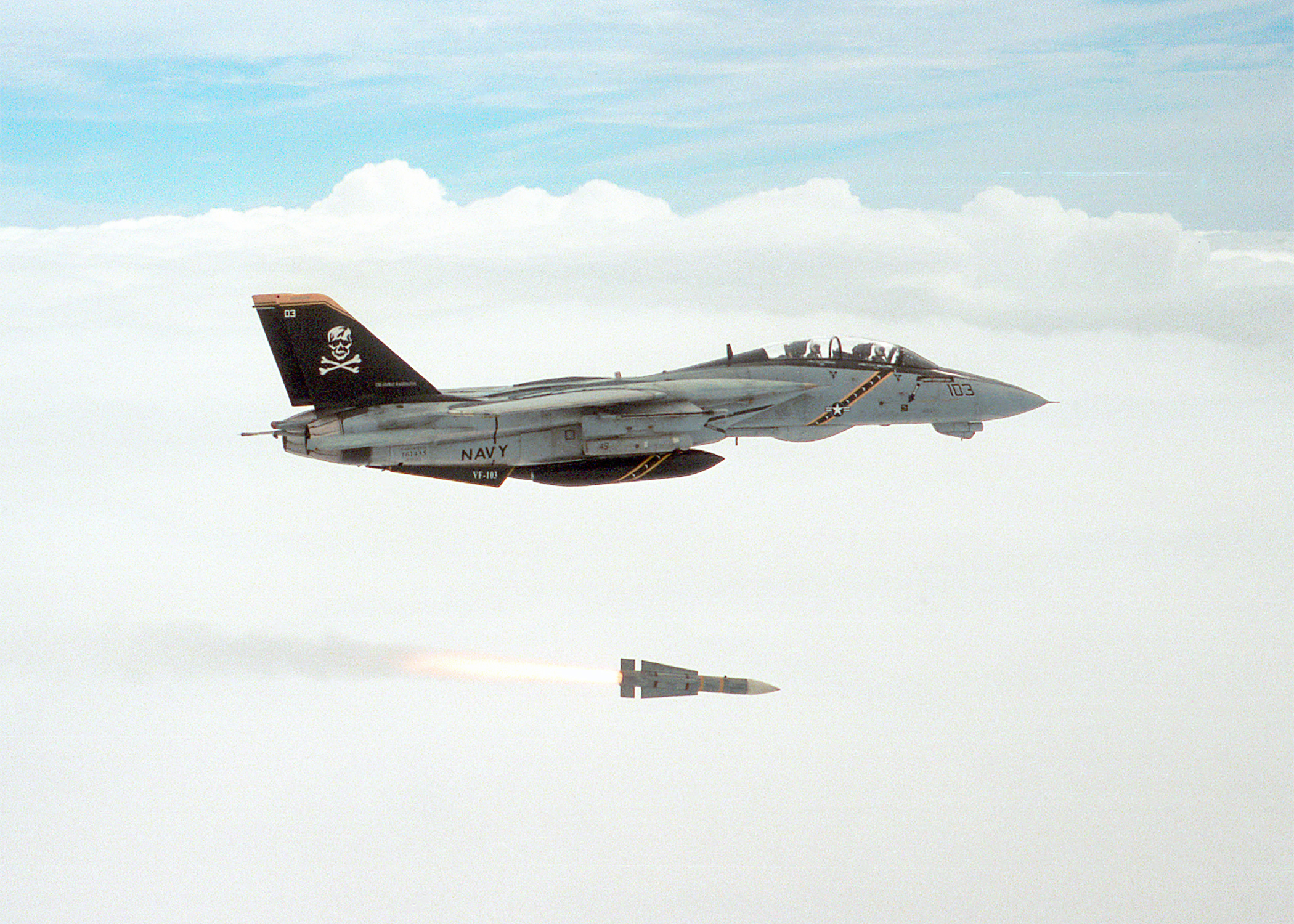
یک اف-۱۴ در حال شلیک یک ایم-۵۴ فینیکس در عملیاتی تمرینی در ۲۰۰۲

در عملیات آزادسازی عراق، اف-۱۴ها ۲۵۴۷ سورتی پرواز جنگی انجام دادند و ۱۴۵۲ بمب هدایت‌شونده، سنگرشکن، تهاجم مستقیم مشترک و ام‌کی۸۲ را پرتاب کردند. تنها یک فروند اف-۱۴ (بر اثر خرابی موتور) در این حملات، از دست رفت. اف-۱۴ها حملاتی را به بغداد و به اهدافی مانند تأسیسات فرستندهٔ رادیویی سلمان پاک و وزارت اطلاعات عراق در حریه (جنوب غربی مرکز بغداد) با بمب‌های تهاجم مستقیم مشترک انجام دادند. یکی دیگر از مأموریت‌های قابل توجه در این جنگ، شامل پرتاب چهار بمب مارک ۸۲ توسط هواپیماهای اف-۱۴دی بر روی قایق منصور (پیروز) ریاست‌جمهوری عراق، صدام حسین بود. اف-۱۴ها همچنین در طول جنگ، از نیروهای زمینی پشتیبانی می‌کردند و به‌عنوان کنترل‌کنندهٔ پیش‌روی هوایی برای سایر هواپیماها عمل می‌کردند. در یک رخداد آتش خودی خدمهٔ یک اف-۱۴ به کاروان نیروهای ویژهٔ نیروی زمینی ایالات متحده در شمال عراق با این تصور که آن‌ها نیروهای عراقی هستند، یورش بردند.
در طول سه سال آخر خدمت اف-۱۴ در ایالات متحده، واحدهای باقی‌مانده همگی در منطقهٔ خلیج فارس برای حمایت از نیروهای آمریکایی در عراق، مستقر شدند. استقرار نهایی اف-۱۴ها از سپتامبر ۲۰۰۵ تا مارس ۲۰۰۶ انجام شد. در این دوره، اسکادران‌های ۲۱۳ و ۳۱، مجموعاً ۱٬۱۶۳ سورتی پرواز جنگی و مجموعاً ۶٬۸۷۶ ساعت پرواز انجام دادند. آن‌ها ۹٬۵۰۰ پوند (۴٬۳۰۰ کیلوگرم) مهمات را در مأموریت‌های شناسایی، مراقبت و پشتیبانی نزدیک هوایی در پشتیبانی از سایر نیروهای فعال در جنگ در عراق، انجام دادند.

## خدمت در ایران
پیش از انقلاب ۱۳۵۷، شاه ایران، محمدرضا پهلوی در قراردادی به ارزش ۲ میلیارد دلار، دستور تجهیز نیروی هوایی ایران به ۸۰ فروند اف-۱۴اِی و ۷۱۴ فروند موشک فینیکس را صادر کرد. مجموعاً ۷۹ فروند اف-۱۴ و ۲۷۴ فروند موشک فینیکس به ایران تحویل داده شد. ۱۵۰ موشک فینیکس، به‌دلیل تحریم‌ها پس از انقلاب ۱۳۵۷ به ایران تحویل داده نشد و ۲۹۰ مورد دیگر نیز لغو شد.
در دههٔ ۱۹۷۰، ایران به‌دنبال یک جنگندهٔ برتری هوایی برای مقابله با تهاجمات هوایی شوروی و جنگنده‌های میگ-۲۵ بود. در اکتبر ۱۹۷۸، دو فروند اف-۱۴ نیروی هوایی ایران، یک فروند میگ-۲۵ شوروی را که با سرعت بالا و سریع پرواز می‌کرد، بر فراز دریای خزر رهگیری و آن را به‌مدت دو دقیقه ردیابی و تعقیب کردند. هواپیمای شوروی در این رخداد، مجبور به توقف عملیات شناسایی خود بر فراز ایران شد.

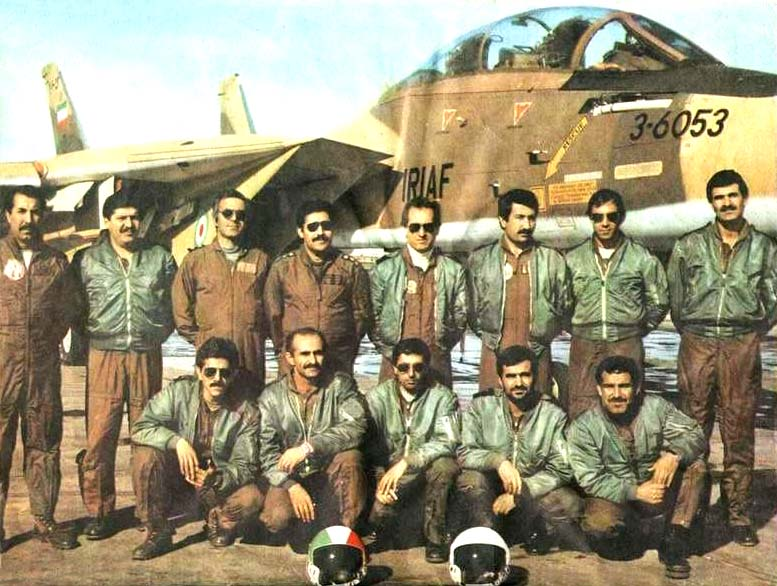
نخستین اسکادران خلبانان اف-۱۴ تام‌کت نیروی هوایی ارتش جمهوری اسلامی ایران در پایگاه هوایی شیراز.

تا شهریور ۱۳۵۹، نیروی هوایی ایران با وجود مشکلات فراوان به‌دلیل پاکسازی‌های مکرر افسران خود، موفق شد تعداد فزاینده‌ای از هواپیماها را عملیاتی کند. برخی از آن افسران، اعدام شدند. برخی دیگر به زندان افتادند، مجبور به تبعید یا مجبور به بازنشستگی پیش از موعد شدند. تام‌کت‌های نیروی هوایی ایران وارد جنگ با عراق شده و نخستین پیروزی هوایی و سرنگونی یک هواگرد عراقی را در ۷ سپتامبر ۱۹۸۰ به ثمر رساندند.
اطلاعات منابع غربی نشان می‌دهد که نیروی هوایی ارتش جمهوری اسلامی ایران در آغاز جنگ در سپتامبر ۱۹۸۰ رو به افول بوده‌است و شایعاتی وجود داشت که در طول انقلاب ۱۳۵۷، خرابکاری‌هایی بر روی اف-۱۴ توسط آمریکایی‌ها یا ایرانی‌های وفادار به شاه انجام شده‌است. پس از سرنگونی شاه، بیشتر گروه نخست خلبانان و تکنسین‌های ایرانی اف-۱۴ که در آمریکا آموزش دیده بودند، از ترس محکومیت و بازداشت به اتهام همراهی با رژیم شاه از ایران گریختند و تنها دو تن از آن‌ها در ایران باقی ماندند.. بسیاری از خدمه و تکنسین‌های ایرانی اف-۱۴ که در ایران باقی مانده بودند توسط رژیم جدید زندانی یا اعدام شدند. در نهایت با شروع جنگ با عراق، چند خلبان اف-۱۴ زندانی آزاد شدند.
ایالات متحده برآورد کرد که نیروی هوایی ایران، قادر است بین ۱۵ تا ۲۰ فروند اف-۱۴ را با استفاده از قطعات یکدیگر در وضعیت عملیاتی نگه دارد. ایرانی‌ها اما با وجود تحریم‌های ایالات متحده توانستند ۲۵ هواپیما را برای پرواز در ۱۱ فوریهٔ ۱۹۸۵ بر فراز تهران، آماده کنند. ایران همچنین توانست از طریق قرارداد تسلیحاتی ایران-کنترا و تبانی با اسرائیل و پادشاهی عربستان سعودی به حجم زیادی از قطعات یدکی و جنگ‌افزارهای مورد نیاز خود، دست یابد.

### نقش عملیاتی
تحلیل وب سایت امنیت جهانی نشان می‌دهد که ایران اف-۱۴ را در نقشی مشابه آواکس به پرواز درآورده است. این وب‌سایت همچنین گزارش می‌دهد که کمتر از ۲۰ اف-۱۴ تا سال ۲۰۰۰ دارای قابلیت پرواز بودند و با اشاره به یک گزارش، تنها هفت فروند از آن‌ها را قابل پرواز به‌صورت همزمان، می‌داند.
در ابتدای جنگ ایران و عراق، اف-۱۴های نیروی هوایی ایران، گشت‌های فشرده (CAP) را که برخی از آن‌ها تا ۹ ساعت به‌طول می‌انجامید، بر فراز پایگاه‌های اصلی خود انجام می‌دادند. تام‌کت‌های ایران، نفت‌کش‌ها را با کمک رادارهای خود اسکورت می‌کردند و هواپیماهای ورودی عراقی را رهگیری می‌کردند. تام‌کت‌ها با رادار ای‌ان/ای‌دابلیوجی-۹ (AWG-9) و موشک‌های دوربرد ایم-۵۴ فینیکس و میان‌برد ایم-۷ اسپارو می‌توانستند بدون خروج از حریم هوایی ایران به‌عنوان سلاحی تهاجمی مورد استفاده قرار گیرند.
یک هواپیمای آواکس ایالات متحده سرنگونی یک بمب‌افکن توپولف تو-۲۲ «بلایندر» عراقی و سرنگونی حداقل یک اف-۱۴ را ثبت کرده‌است. در رابطه با تعداد شکارها و تلفات اف-۱۴ها در طول جنگ ایران و عراق، آمارهای متفاوتی ارائه شده‌است. بر پایهٔ یک برآورد، اف-۱۴ها در طول این جنگ، ۳۵ تا ۴۵ هواگرد عراقی را شکار کرده و ۱۲ فروند تلفات داشته‌اند و دلیل همگی موارد تلفات، خرابی موتور حین نبرد گزارش شده‌است.

### جنگ‌افزارها
در رابطه با میزان استفادهٔ ایران از موشک‌های فینیکس نیز مناقشه وجود دارد. بیشتر منابع غربی می‌گویند که خرابکاری‌ها استفاده از آن‌ها را محدود کرد. برخی منابع دیگر ادعا می‌کنند که پیش از تمام شدن ذخیرهٔ فینیکس‌های ایران، تا ۲۵ هواپیما توسط این موشک سرنگون شده‌اند. اف-۱۴های ایرانی از موشک‌های هوابه‌هوای اسپارو و سایدوایندر به‌عنوان تسلیحات اولیه استفاده کردند. بر پایهٔ گزارش‌ها، ایران در حال توسعهٔ یک نسخهٔ داخلی از اسپارو و همچنین فینیکس بوده‌است.

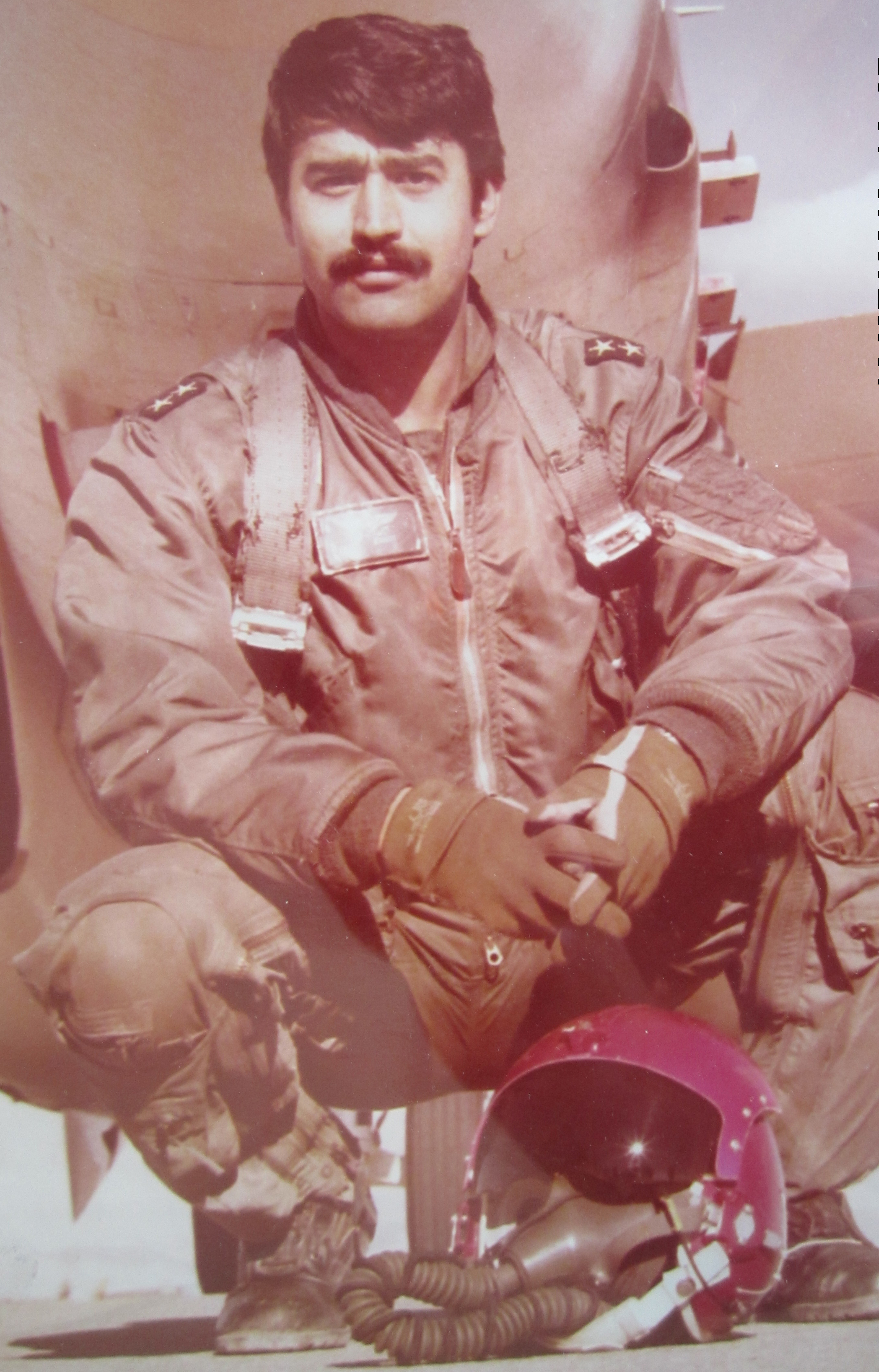
جلیل زندی، یکی از موفق‌ترین خلبانان اف-۱۴

در سال ۲۰۰۴، تام کوپر کتاب خود با عنوان "اسکادران‌های تام‌کت اف-۱۴ ایرانی در جنگ" را منتشر کرد که عمدتاً بر اساس مصاحبه‌های اولیه با خلبانان ایرانی بود. این کتاب، ادعاهای بسیاری دارد که با گزارش‌های قبلی در تناقض است. کوپر به‌طور خاص به ادعای ایران مبنی بر انجام ۱۵۹ شکار توسط اف-۱۴ و این‌که در یک حادثه، ۴ فروند هواپیمای عراقی با شلیک تنها یک موشک فینیکس سرنگون شدند، استناد می‌کند.. (کلاهک موشک بین هواپیماهای عراقی منفجر شد و به همگی آن‌ها آسیب رساند)
در سال ۱۹۸۰، با محتمل‌تر شدن احتمال جنگ با عراق، بیشتر ۷۷ فروند هواپیمای اف-۱۴ موجود در ایران در وضعیت غیرعملیاتی قرار داشتند یا حداقل دارای رادارهای غیرفعال بودند. در نتیجه، خلبانان اف-۱۴ مجبور بودند در نخستین مأموریت‌های گشت‌زنی و رهگیری خود در زمان جنگ، به افسران کنترل زمینی تکیه کنند. در عرض چند روز پس از شروع جنگ، حدود یک دوجین اف-۱۴ عملیاتی شد.— تام کوپر
نخستین پیروزی تأییدشدهٔ یک اف-۱۴ در طول جنگ ایران و عراق پیش از شروع رسمی خصومت‌ها اتفاق افتاد: در ۱۶ شهریور ۱۳۵۹، یک تام‌کت ایرانی، یک میل-۲۵ عراقی (نوع صادراتی میل -۲۴) را با استفاده از توپ ۲۰ میلی‌متری والکان خود منهدم کرد. این نخستین سرنگونی یک هواگرد با توپ داخلی توسط یک اف-۱۴ بود اما نام خلبان این تام‌کت، احتمالاً به‌دلایل سیاسی، منتشر نشده‌است.
شش روز بعد، سرگرد محمدرضا عطایی، یک فروند میگ-۲۱ عراقی را با یک موشک فینیکس در حین یک پرواز گشت مرزی، سرنگون کرد. یک موشک فینیکس که در ژوئیهٔ ۱۹۸۲ توسط خلبان هاشمی شلیک شد، احتمالاً دو میگ-۲۳ عراقی را که در حالت نزدیک پرواز می‌کردند، منهدم کرده‌است.
کوپر ادعا می‌کند که فینیکس‌ها به احتمال زیاد به‌دلیل کمبود افسران رهگیری رادارِ واجد شرایط، تنها به‌صورت پراکنده در آغاز جنگ مورد استفاده قرار گرفتند اما در ادامه و در سال‌های ۱۹۸۱ و ۱۹۸۲ بیشتر مورد استفاده قرار گرفتند و استفاده از آن‌ها در ۱۹۸۶، به‌دلیل مشکل باتری، به تعلیق درآمده است. شایعاتی هم وجود داشت که ناوگان تام‌کت ایران با تجهیزات اویونیکی برگرفته از میگ-۳۱ «فاکس‌هاوند» به‌روزرسانی شده‌است. اما مقامات و خلبانان ایرانی تأکید دارند که تکنیسین‌های شوروی هرگز اجازهٔ نزدیک شدن به اف-۱۴ها را نداشته و هرگز هیچ فناوری از اف-۱۴ یا فینیکس را بررسی یا دریافت نکرده‌اند. آن‌ها همچنین می‌گویند که موشک‌های فینیکس، هرگز در نیروی هوایی ایران، خارج از خدمت نبوده اما ذخایر موشک‌های عملیاتی در برخی مواقع کم بوده‌اند.
تحویل مخفیانهٔ قطعات یدکی از ایالات متحده و خریدها از بازار سیاه، برای تکمیل ذخایر فینیکس در طول جنگ و تحویل قطعات یدکی از ایالات متحده در دههٔ ۱۹۹۰ نیز به ادامهٔ فعالیت اف-۱۴ در ایران کمک کرده‌است. علاوه بر این، تلاش‌هایی برای سازگار کردن موشک‌های زمین‌به‌هوای ام‌آی‌ام-۲۳ هاوک باقی‌مانده از دوران پیش از انقلاب ۱۳۵۷ نیز برای استفاده به‌عنوان موشک هوابه‌هوا برای اف-۱۴ انجام شده (پروژهٔ موشک سجیل) و حداقل دو اف-۱۴ با موفقیت برای حمل و پرتاب هاوک، اصلاح شده و در نبردهای هوایی علیه عراق، استفاده شده‌اند.
در مجموع، گفته می‌شود که نیروی هوایی ایران احتمالاً ۷۰ تا ۹۰ موشک فینیکس پرتاب کرده‌است که ۶۰ تا ۷۰ مورد از آن‌ها به ثمر رسیده‌است. از این تعداد، تقریباً ۹۰ درصد از موشک‌های شلیک‌شده علیه جنگنده‌ها و جنگنده-بمب‌افکن‌های عراقی و چند مورد دیگر برای مقابله با اهداف سریع و بلندپرواز مانند میگ-۲۵ یا توپولف-۲۲ بلایندر استفاده شده‌است.
اف-۱۴ها در جنگ ایران و عراق، بیشتر به حفاظت از زیرساخت‌های حیاتی پالایش و صادرات نفت ایران مشغول بودند. در این نقش، آن‌ها اغلب با جنگنده‌های عراقی میراژ اف۱ ساخت فرانسه مواجه می‌شدند که قصد حمله به خطوط لولهٔ نفت ایران را داشتند.
یکی از خلبانان ایرانی به‌نام سرگرد جلیل زندی عامل سرنگونی هشت فروند هواپیمای عراقی است. این آمار، وی را همراه با سرهنگ فریدون علی مازندرانی ،  به‌عنوان بهترین خلبانان اف-۱۴ در تاریخ، معرفی می‌کند. علاوه بر این، سه سرنگونی احتمالی نیز به او نسبت داده می‌شود که مجموع شکارهای او را به ۱۱ پیروزی هوایی می‌رساند. این آمار، شامل چهار فروند میگ-۲۳، دو فروند سوخو-۲۲، دو میگ-۲۱ و سه فروند میراژ اف۱ است.
یکی دیگر از خلبانان برجستهٔ ایرانی تام‌کت، سرگرد رهنورد بود که گفته می‌شود در ۱۶ فوریهٔ ۱۹۸۲ چهار فروند جنگندهٔ عراقی را در دو برخورد جداگانه در جزیرهٔ خارگ سرنگون کرده‌است. پیشینهٔ وی نشان می‌دهد که دو مورد از شکارهای تأییدشدهٔ او، میراژ اف۱ هستند.
در پاییز ۲۰۱۵، ویدئویی از اف-۱۴های ایرانی پخش شد که بمب‌افکن‌های توپولف-۹۵ روسیه را هنگام انجام حملات هوایی علیه دولت اسلامی عراق و شام، اسکورت می‌کردند.